# Eleutherodactylus bothroboans
Eleutherodactylus bothroboans är en groddjursart som beskrevs av Schwartz 1965. Eleutherodactylus bothroboans ingår i släktet Eleutherodactylus och familjen Eleutherodactylidae. Inga underarter finns listade i Catalogue of Life.